# Володимир Пилипець
Володимир Пилипець (14 лютого 1902, Скалат, Австро-Угорщина — 6 травня 1968, Вашингтон, США) — український священник, військовик, громадський діяч. Хрест УГА, Лицарський Хрест Симона Петлюри, Хрест із мечами Союзу Українських Ветеранів; бойовий значок 6-ї Стрілецької Січової дивізії.

## Життєпис

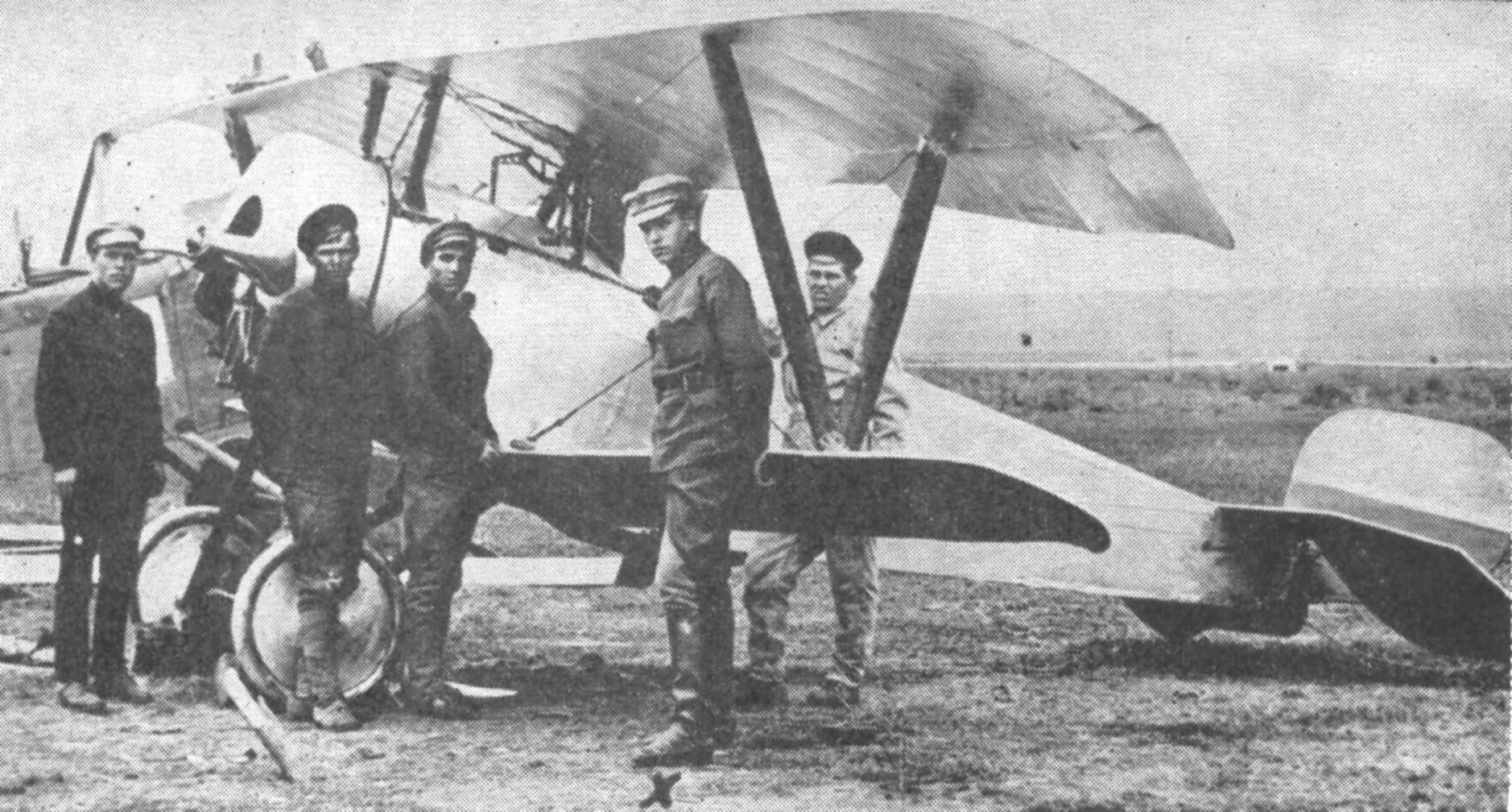
Літак «Ньюпор-17» який використовувався у Летунському відділі Галицької армії та Повітряному флоті УНР. На передньому плані підстаршина Володимир Пилипець

Навчався у Скалатській гімназії, учнем 7 класу вступив до УГА; від листопада 1918 року — стрілець 1-го піхотного куреня, від грудня цього ж року — в команді Української державної жандармерії у м. Теребовля. Від червня 1919 року — підхорунжий, зв'язківець 1-го летунського полку УГА, після переходу Армії за Збруч — у школі пілотів у Кам'янці-Подільському (нині Хмельницька область), згодом — в Армії УНР.
Після закінчення військових дій продовжив навчання в гімназії; у м. Львів: студіював в Українському таємному університеті (1922), у Богословській академії.
Душпастирював у селах Свірж і Стрілків Львівської области та Білі Ослави Івано-Франківської области, де створював кооперативи, молочарні, організовував дозвілля для дітей колишніх старшин УГА.
[що?]Як голова Допомоги комітету[якого?] в містечку Ділятин (нині смт Надвірнянського району Івано-Франківської области). У 1941—1942 роках сприяв перевезенню голодуючих дітей на Поділля.
Після Другої світової війни емігрував в Німеччину, згодом — до США, де служив на парафіях у Вашингтоні та церквах у штаті Пенсільванія.